# Geranomyia bifurcula
Geranomyia bifurcula là một loài ruồi trong họ Limoniidae. Chúng phân bố ở miền Cổ bắc.